# Іллінський (Нижньогородська область)
Іллінський (рос. Ильинский) — селище в Городецькому районі Нижньогородської області Російської Федерації.
Населення становить 814 осіб. Входить до складу муніципального утворення Ніколо-Погостинська сільрада.

## Історія
Від 2009 року входить до складу муніципального утворення Ніколо-Погостинська сільрада.

## Населення
| 2002 | 2010 |
| ---- | ---- |
| 842  | ↘814 |